# کنتارو هانه‌دا
کنتارو هانه‌دا (انگلیسی: Kentarō Haneda; ۱۲ ژانویهٔ ۱۹۴۹ – ۲ ژوئن ۲۰۰۷) موسیقی‌دان اهل ژاپن بود.